# Bea (kommun i Spanien)
Bea är en kommun i Spanien.   Den ligger i provinsen Provincia de Teruel och regionen Aragonien, i den östra delen av landet, 230 km öster om huvudstaden Madrid. Arean är 23,6 kvadratkilometer.
Terrängen i Bea är lite kuperad.